# 都道府県合併特例法案
都道府県合併特例法案（とどうふけんがっぺいとくれいほうあん）は、1960年代の日本で議論された法律案。都道府県の合併を推進することを目的としたが、成立には至らなかった。

## 概要
都道府県合併特例法案は1965年（昭和40年）の第10次地方制度調査会による府県合併の答申を受けて1966年（昭和41年）の第51回国会に初めて提出され、1969年（昭和44年）の第61回国会までにかけて3回にわたり提出・継続審議・廃案を繰り返した。

### 目的
都道府県の合併については、地方自治法第6条第1項で「都道府県の廃置分合又は境界変更をしようとするときは、法律でこれを定める。」と規定されており、その法律とは、地方自治の本旨に基づき住民投票で決する特別法とされている。この住民投票を回避し、都道府県の自主的な合併を推進することを目的とし、その手続きや合併計画、合併に関する特例、また国の協力などの事項について記載した。10年間の時限立法とされた。

### 内容
その内容は、合併を希望する都道府県が都道府県議会の議決を経て内閣総理大臣に申請すれば、内閣総理大臣が申請に基づき国会の議決を経て都道府県の合併を定めることにより合併を認めるというものであった。合併の申請のためには、都道府県議会の3分の2以上という特別多数を得るか、または過半数をこえて3分の2に満たない場合には住民投票による過半数の同意を得る必要があるとされていた。
法案は実質的に近畿地方における大阪府・奈良県・和歌山県の合併と、東海地方における愛知県・岐阜県・三重県の合併を対象としたものであった。仮に合併が行われれば、府県の権限のみならず、大阪市と名古屋市といった大都市の市域や権限の再定義が重大な問題になると見られていた。

### 賛否
近畿の合併構想では和歌山県が合併に賛成していたが、大阪府・奈良県が反対していた。東海における合併構想では愛知県・三重県は賛成していたが、岐阜県が反対していた。
当時の野党（日本社会党および民主社会党）は都市部で革新自治体を増やしていたことから、与党の自由民主党が強い農村部を抱え込む合併構想を推進するこの法案に反対していた。自由民主党も関係府県の反対もある中で一枚岩で強く推進するわけではなかった。

### 廃案
最初の法案は、1969年（昭和44年）4月25日に第51回国会において衆議院へ提出された。会期末近くの提出であり、地方行政委員会では、趣旨説明を行ったのみで継続審議になった。第52国会では審議がされないまま、継続審議とされず廃案となった。
ついで2回目の法案は、1970年（昭和44年）3月20日に第56回国会において衆議院へ提出された。第56国会では審議されず、継続審議となり、第58国会で初めて趣旨説明がされ審議がされたが、議決にいたらず継続審議とされず廃案となった。
3回目の法案は、1969年（昭和44年）4月11日に第61回国会において参議院へ提出された。この時は、7月9日に参議院で可決されたが、衆議院では、審議されず継続審議とされず、審議未了廃案となり成立しなかった。

### 地方自治法改正による都道府県合併規定
都道府県合併特例法案が、最後に廃案になって35年後の2004年（平成16年）に地方自治法が改正され新たに第6条の2として都道府県合併の規定が新設された。この規定は都道府県合併特例法案と同じく、合併を希望する都道府県が都道府県議会の議決を経て内閣総理大臣に申請すれば、内閣総理大臣が申請に基づき国会の議決を経て都道府県の合併を定めることにより合併を認めるというものであるが、都道府県議会の議決の数にかかわらず住民投票は不要となっている。
法案は、2004年（平成16年）3月9日、に第159回国会において衆議院へ提出され、4月27日に衆議院で可決された。賛成会派は、自民、民主、公明、改革、反対会派は共産、社民であった。ついで参議院では5月19日に可決され成立した。賛成会派は、自由民主党、民主党・新緑風会、公明党、無所属の会、反対会派は日本共産党、社会民主党・護憲連合であった。